# ¿Cómo vas?
«¿Cómo Vas?/Nuestro es el Momento» es el tercer sencillo de Congreso, editado en 1972.
Dicho corte, corresponde al disco lanzado en 1971, El Congreso.

## Lista de canciones
1. ¿Cómo Vas?
2. Nuestro es el momento

## Integrantes
- Francisco Sazo: Voz
- Sergio "Tilo" González: Batería
- Fernando González: Primera guitarra
- Patricio González: Segunda guitarra, violoncelo
- Fernando Hurtado: Bajo eléctrico

- Datos: Q6172331